# Scirpus

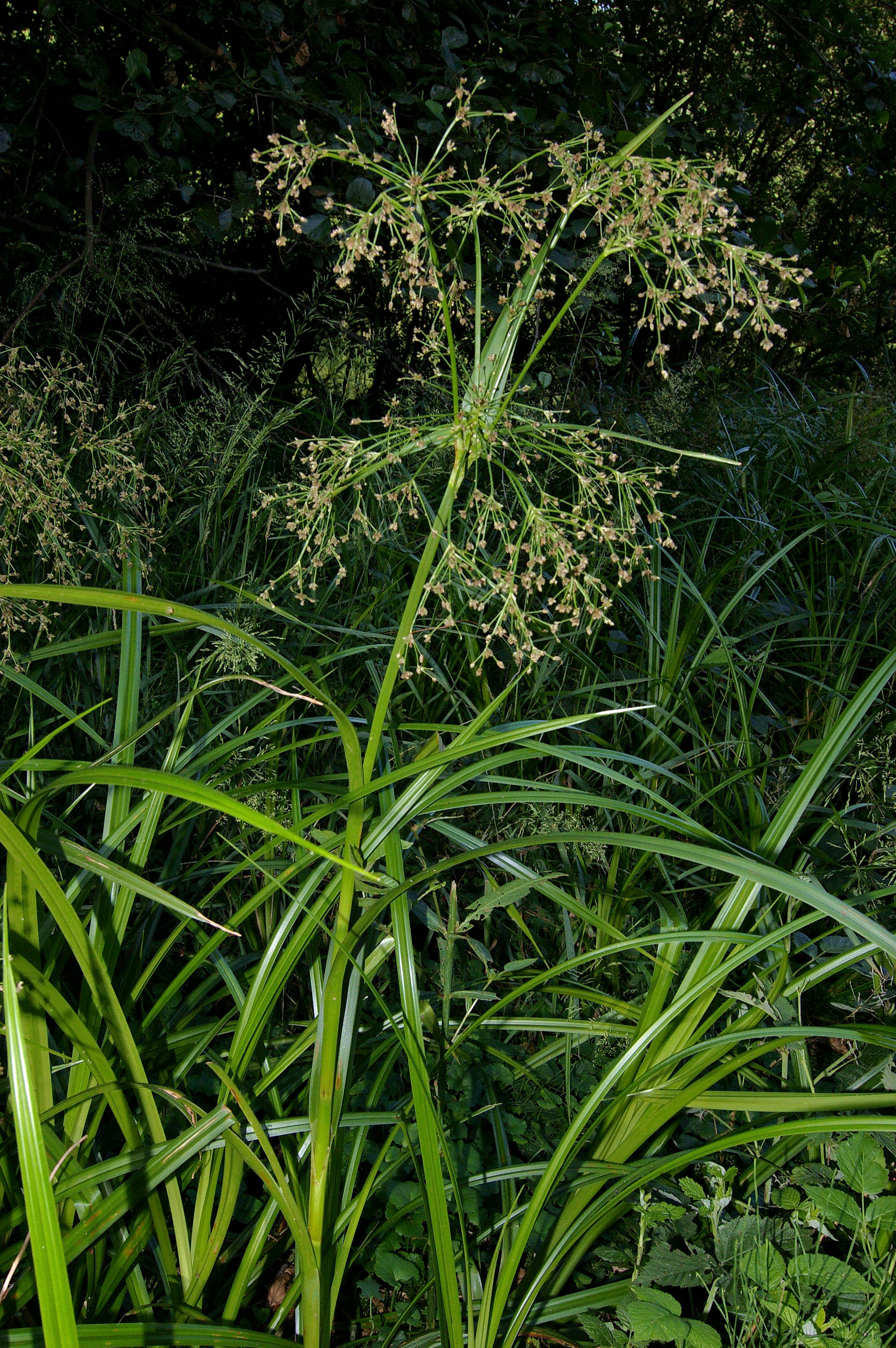
Scirpus sylvaticus.

Scirpus L. é um género botânico pertencente à família Cyperaceae. É composto de aproximadamente 1130 espécies de plantas herbáceas aquáticas.
É um gênero com distribuição cosmopolita, ou seja, apresentam espécies em todo o mundo. Crescem na água e  outras em solos úmidos como terrenos pantanosos, bordas de canais , lagos e leitos de rios. Algumas espécies estão  adaptadas à condições de salinidade.
Apresentam folhas do tipo gramíneas, e rácimos de pequenas espigas, geralmente de coloração marron. Agumas espécies - como a S. lacustris - podem alcançar até 3 m de altura e outras -  como a S. supinus - são pequenas, alcançando somente 20 a 30 cm de altura.
As espécies  Scirpus  são frequentemente plantadas para inibir a erosão do solo  e para fornecer um habitat para animais selvagens. Outras são usadas para a produção de medicamentos  fitoterápicos; os rizomas das plantas são coletadas no outono e inverno e secadas ao sol antes de serem usadas.
A taxonomia do gênero é complexa, e continua sob a discussão dos botânicos. Estudos recentes sobre a taxonomia da família Cyperaceae resultaram na criação de diversos gêneros novos, incluindo os gêneros Schoenoplectus  e Bolboschoenus.
Espécies de Scirpus são fontes de alimento para larvas  de algumas espécies de Lepidoptera incluindo a  Batrachedra cuniculata.
Na classificação taxonômica de Jussieu (1789), Scirpus é o nome de um gênero  botânico,  ordem Cyperoideae,  classe Monocotyledones com estames hipogínicos.

## Sinonímia
| - Actinoscirpus (Ohwi) R. W. Haines & Lye - Amphiscirpus Oteng-Yeb. - Blepharolepis Nees - Cypringlea M. Strong - Isolepis R. Br. - Maximoviczia A. P. Khokhr. - Maximovicziella A. P. Khokhr. | - Maximowicziella A. P. Khokhr. - Phylloscirpus C. B. Clarke - Schoenoplectus (Rchb.) Palla - Scirpoides Ség. - Sumatroscirpus Oteng-Yeb. - Trichophorum Pers. |

## Espécies
| - Scirpus ancistrochaetus - Scirpus atrocinctus - Scirpus atrovirens - Scirpus campestris - Scirpus cespitosus - Scirpus californicus - Scirpus cernuus - Scirpus congdonii - Scirpus cyperinus - Scirpus diffusus - Scirpus divaricatus - Scirpus expansus - Scirpus flaccidifolius - Scirpus fluitans - Scirpus georgianus - Scirpus hattorianus - Scirpus inundatus - Scirpus lineatus - Scirpus longii | - Scirpus mariqueter - Scirpus microcarpus - Scirpus mucronatus - Scirpus nevadensis - Scirpus olneyi - Scirpus pacificus - Scirpus pallidus - Scirpus paludosus - Scirpus pedicellatus - Scirpus pendulus - Scirpus polyphyllus - Scirpus pumilus - Scirpus pungens - Scirpus radicans - Scirpus robustus - Scirpus supinus - Scirpus sylvaticus - Scirpus tabernaemontani - Scirpus triqueter |

- «Lista completa»

## Classificação do gênero
| Sistema | Classificação                     | Referência               |
| ------- | --------------------------------- | ------------------------ |
| Linné   | Classe Triandria, ordem Monogynia | Species plantarum (1753) |